# 欧贝特河畔泰桑库尔
欧贝特河畔泰桑库尔（法語：Tessancourt-sur-Aubette，法語發音：[tɛsɑ̃kuʁ syʁ obɛt]）是法国伊夫林省的一个市镇，属于芒特拉若利区。

## 地理
欧贝特河畔泰桑库尔（49°1'28"N, 1°55'13"E）面积4.36 平方千米，位于法国法蘭西島大區伊夫林省，该省份为法国北部内陆省份，北起瓦兹河谷省，西接厄尔省，西南接厄尔-卢瓦省，东南接埃松省，东临上塞纳省。
与欧贝特河畔泰桑库尔接壤的市镇（或旧市镇、城区）包括：埃韦克蒙、蒙西扬河畔加永、伊夫林地区默朗、孔代库尔。

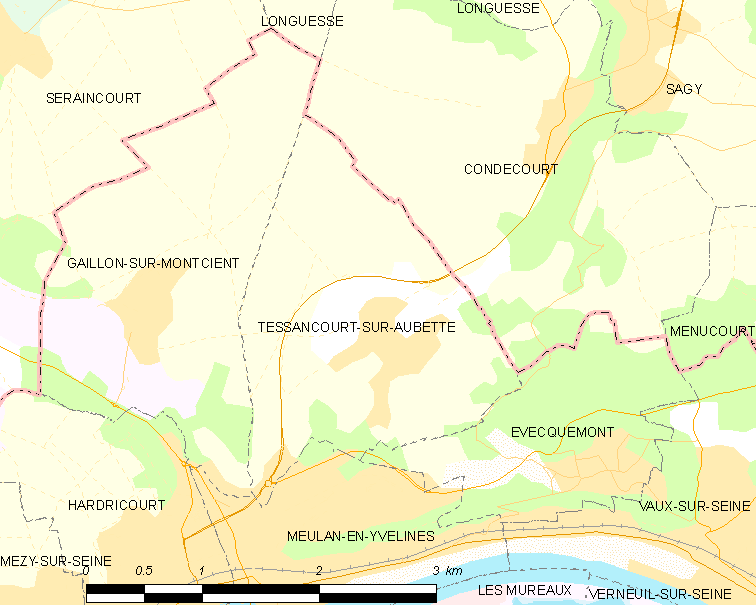
欧贝特河畔泰桑库尔的OSM定位图

欧贝特河畔泰桑库尔的时区为UTC+01:00、UTC+02:00（夏令时）。

## 行政
欧贝特河畔泰桑库尔的邮政编码为78250，INSEE市镇编码为78609。

## 政治
欧贝特河畔泰桑库尔所属的省级选区为莱米罗县。

## 人口

1962-2008年间欧贝特河畔泰桑库尔人口变化图示

欧贝特河畔泰桑库尔于2022年1月1日时的人口数量为971人。